# Охрімчук Сергій Анатолійович
Сергій Анатолійович Охрімчук (нар. 4 листопада 1973) — український футболіст, що грав на позиції півзахисника. Відомий насамперед виступами за футбольний клуб «Нива» (Вінниця) у вищій українській лізі.

## Клубна кар'єра
Сергій Охрімчук розпочав займатися футболом у Вінниці, викликався до юнацької збірної СРСР. У 1992 році розпочав грати в першості Вінницької області за вінницький «Інтеграл». у цьому ж році отримав запрошення від команди вищої української ліги «Нива» з Вінниці, в складі якої дебютував у першому чемпіонаті незалежної України, зігравши 11 матчів у чемпіонаті. Проте вінницька команда за підсумками швидкоплинного першого чемпіонату України вибула до першої ліги. Охрімчук грав у першій лізі у вінницькій команді до кінця 1992 року, паралельно грав також за «Інтеграл» в обласній першості. На початку сезону 1993—1994 років Сергій Охрімчук став гравцем команди другої ліги «Таврія» з Херсона, за яку грав протягом півроку. У 1994 році Охрімчук грав у польській команді «Олімпія» з Каменної Гури. Після повернення в Україну футболіст знову став гравцем вінницької «Ниви», проте зіграв у її складі лише один матч першості, і перейшов до аматорського клубу «Поділля» з Кирнасівки. У 1997—1998 роках Сергій Охрімчук грав у складі команди другої ліги «Фортуна» з Шаргорода, після чого завершив виступи на футбольних полях.